# Código de gobierno corporativo
Un código de gobierno corporativo (o de buen gobierno) consiste en un conjunto de reglas que se recomienda cumplir a los participantes en el mercado de valores; buscan proteger los derechos de los inversores, además de mejorar otros aspectos de gobierno corporativo.

## Antecedentes
Los destinatarios directos del código de gobierno corporativo son aquellas grandes empresas que o bien tienen acceso a los mercados públicos de capital, o bien aspiran a conseguirlo.
El mercado público de capital, constituido en la forma tanto de bolsa de valores como de otras plataformas comerciales en las que se produce la compraventa de valores y otras transacciones de los mismos, actúa como un mecanismo complejo para armonizar los intereses de la gran variedad de participantes en el mercado de valores, desde los inversores y emisores hasta las autoridades reguladoras y fiscales. Este mecanismo es muy importante para el desarrollo económico, pero se caracteriza al mismo tiempo por una extrema fragilidad que, de producirse desequilibrios, puede conducir a serios problemas. La complejidad y la fragilidad de los mercados públicos de capital lleva a tomar medidas complejas para asegurar su sostenibilidad. Son ampliamente reconocidas las deficiencias de la regulación estatal, que carece de la versatilidad e individualidad necesaria en un contexto de mercado competitivo.
Como respuesta a la necesidad existente de incrementar la confianza mutua y obtener, gracias a ello, ventajas competitivas adicionales, los participantes en el mercado de valores han desarrollado, de forma independiente, diversos mecanismos para la armonización de sus relaciones. Desde los años 80 y 90 del siglo pasado, estos esfuerzos adquirieron un carácter centralizado e institucionalizado, gracias al apoyo de los gobiernos, y de organizaciones internacionales como el Banco Mundial, el Banco Europeo de Reconstrucción y Desarrollo y la Organización para la Cooperación y el Desarrollo Económico, entre otras. Uno de los resultados de este trabajo ha sido una síntesis de buenas prácticas y ejemplos de cooperación entre grandes empresas e inversores, sobre cuya base la comunidad de participantes en el mercado de valores ha desarrollado un conjunto de recomendaciones formales.

### Antecedentes en Rusia
La comunidad empresarial rusa no ha permanecido ajena a este proceso. En el año 2000, por iniciativa de la Comisión Federal sobre el Mercado de Valores (FKTSB de Rusia), se creó un consejo consultivo en el marco del cual un grupo de expertos elaboró un proyecto de código de gobierno corporativo, y lo sometió a consulta pública. Ampliado y revisado como resultado de las audiencias públicas, el código de gobierno corporativo fue finalmente aprobado mediante la disposición 421/r, de 4 de abril de 2002 de la FKTSB de Rusia.

### Códigos de buen gobierno en España
La Comisión Nacional del Mercado de Valores española ha emitido varios informes y códigos de buen gobierno, en especial orientados a sociedades cotizadas.
- Informe de la Comisión Especial para el estudio de un código ético de los Consejos de Administración de las Sociedades. (Comisión Olivencia) (1998)[1]
- Informe de la Comisión Especial para el fomento de la transparencia y seguridad en los mercados y las sociedades cotizadas. (Comisión Aldama) (2003)[2]
- Código unificado de buen gobierno de las sociedades cotizadas (2006)[3]
- Código unificado de buen gobierno de las sociedades cotizadas (Actualización) (2013)[4]
- Código de buen gobierno de las sociedades cotizadas (2015)[5]

## Principios básicos
Los contenidos del código ruso y documentos similares adoptados en otros países pueden agruparse en las disposiciones siguientes, las cuales, según los participantes en los mercados de valores, precisan autorregulación voluntaria por parte de miembros de la comunidad:
- Garantizar la igualdad de derechos de los accionistas.
- Otorgar al Consejo de Administración verdadera importancia en tanto que órgano de gestión estratégica de la sociedad anónima y de supervisión de los órganos ejecutivos.
- Evitar restricciones innecesarias a las competencias de los órganos ejecutivos de la sociedad anónima, asegurando al mismo tiempo su rendición de cuentas ante el Consejo de Administración y los accionistas.
- Garantizar la máxima transparencia sobre la actividad de la sociedad anónima.
- Tomar en cuenta los intereses legítimos de los empleados de la sociedad y de otras partes interesadas.
- Garantizar el máximo control posible sobre la actividad económica y financiera de la sociedad para proteger los derechos e intereses legítimos de los accionistas.